# Victor Chauvin
Pour les articles homonymes, voir Chauvin.
Victor Chauvin, né le 16 décembre 1844 à Liège où il est mort le 19 novembre 1913, est un orientaliste belge.

## Biographie
Après de brillantes études à l’Athénée de Liège, Chauvin est entré à l’Université, où il a obtenu, en 1862, le diplôme de gradué en philosophie et lettres avec la plus grande distinction. Après des études de droit, il est inscrit au barreau de Liège de 1869 à 1872. Louis Polain (d) s’est chargé de poursuivre et de mener à bien son labeur bibliographique à l’aide des énormes quantités de notes inutilisées et quelques feuilles imprimées du tome XII restantes.
En même temps que le droit, il suivait les cours d’hébreu et d’arabe du professeur Pierre Burggraff (lb), qui était lui-même élève de Georg Wilhelm Freytag et de Silvestre de Sacy. Ces progrès en cette matière ont été tels qu’en 1872, il a été appelé à remplacer Burggraff, à son départ en retraite, à la chaire d'enseignement inaugurée par ce dernier 35 ans plus tôt, inaugurant ainsi une carrière qui devait durer 41 ans.
Le succès de ses cours lui valent l’ordinariat en 1873 et, après une courte période à la bibliothèque, il est titularisé en 1878. En 1879, il publie la traduction de l’Essai sur l’Histoire de l’Islamisme de l’orientaliste hollandais Reinhart Dozy. En 1884, l’année de la mort de Burggraff, il rédige une biographie, qui devait être le prodrome d’une longue série de mémoires sur la vie et les travaux des ancêtres de l’orientalisme belge. Ces premiers travaux n’ont été publiés qu’assez tard, en raison des longues et patientes études, des lectures innombrables, et du travail préparatoire de documentation qu’elles nécessitaient.
En 1882, il est chargé du cours de droit musulman et, en 1885, du cours d’histoire ancienne de l’Orient. En 1888, il est envoyé en mission par le gouvernement à l’École des langues orientales vivantes de Paris et, l’année suivante, à l’Académie orientale de Vienne. En 1900, il publie une étude sur le grammairien belge Nicolas Cleynaerts.
Auteur de nombreux ouvrages notables sur le folklore, la littérature du Moyen-Orient, l'orientalisme, l'histoire biblique et la charia, y compris l’Histoire de l’islamisme, son grand œuvre demeure sa Bibliographie des ouvrages arabes ou relatifs aux Arabes publiés dans l'Europe chrétienne de 1810 à 1885.
Ainsi que l'appréhendait son collègue français Charles Barbier de Meynard, alors que l’on aurait pu le croire capable de travailler longtemps encore à la poursuite de cette œuvre gigantesque, la destinée ne lui a pas permis de réaliser le reste de cette vaste entreprise, et une congestion cérébrale foudroyante a brutalement mis fin à ses travaux.
Nommé chevalier de l’Ordre de Léopold en 1897, il avait été élevé à la dignité d’officier. Secrétaire puis vice-président de la Société de langue et de littérature wallonnes, inscrit comme l’un des premiers militants wallons, il était, en outre, conseiller communal, décoré de la Croix civique de 1re classe et de la Médaille commémorative du règne de S. M. Léopold II, président du Comité officiel d’examen des ouvrages dramatiques en wallon, vice-président de la Société Franklin, président du Comité de charité de Saint-Gilles, trésorier du Comité de patronage des maisons ouvrières, membre de la Société historique algérienne (d) .

## Publications partielles
- avec Ferdinand Denis, Les Vrais Robinsons : Naufrages, solitude, voyages, Paris, Librairie du magasin pittoresque, 1863 (lire en ligne).
- Michael Johan De Goeje (traduite du hollandais), Biographie de Reinhart Dozy, Leide, E. J. Brill, 1883, 45 p. (lire en ligne).
- Essai sur l'histoire de l'islamisme, de Reinhart Dozy, traduction du néerlandais (lire en ligne).
- Les Romanciers grecs et latins, Paris, Louis Hachette, 1864 (lire en ligne).
- Histoire des lycées et collèges de Paris : suivie d'un appendice sur les principales institutions libres et d'une notice historique sur le concours général depuis son origine jusqu'à nos jours, Paris, Louis Hachette, 1866, 304 p., in-16 (lire en ligne sur Gallica).
- Étude sur la vie et les travaux de Nicolas Clénard, Alphonse Roersch, 1900, 202 p. (lire en ligne).
- Bibliographie des ouvrages arabes ou relatifs aux Arabes publiés dans l'Europe chrétienne de 1810 à 1885, (1892-1922) :
  - Bibliographie des ouvrages arabes ou relatifs aux Arabes publiés dans l'Europe chrétienne de 1810 à 1885  (préf. Table de Schnurrer-Les Proverbes), t. I, Liège, H. Vaillant-Carmanne, 1892 (lire en ligne).
  - Bibliographie des ouvrages arabes ou relatifs aux Arabes publiés dans l'Europe chrétienne de 1810 à 1885, t. II, Kalilah, Liège, H. Vaillant-Carmanne, 1897 (lire en ligne).
  - Bibliographie des ouvrages arabes ou relatifs aux Arabes publiés dans l'Europe chrétienne de 1810 à 1885, t. III, Louqmâne et les fabulistes-Barlaam-Antar et les romans de chevalerie, Liège, H. Vaillant-Carmanne, 1898 (lire en ligne).
  - Bibliographie des ouvrages arabes ou relatifs aux Arabes publiés dans l'Europe chrétienne de 1810 à 1885, t. IV, Les Mille et une nuits (1re partie), Liège, H. Vaillant-Carmanne, 1900 (lire en ligne).
  - Bibliographie des ouvrages arabes ou relatifs aux Arabes publiés dans l'Europe chrétienne de 1810 à 1885, t. V, Les Mille et une nuits (2e partie), Liège, H. Vaillant-Carmanne, 1901 (lire en ligne).
  - Bibliographie des ouvrages arabes ou relatifs aux Arabes publiés dans l'Europe chrétienne de 1810 à 1885, t. VI, Les Mille et une nuits (3e partie), Liège, H. Vaillant-Carmanne, 1902 (lire en ligne).
  - Bibliographie des ouvrages arabes ou relatifs aux Arabes publiés dans l'Europe chrétienne de 1810 à 1885 (ouvrage couronné par l'Académie des inscriptions et belles-lettres), H. Vaillant-Carmanne imprimeur, Liège, 1903, t. VII, Les Mille et une nuits (4e partie) (lire en ligne).
  - Bibliographie des ouvrages arabes ou relatifs aux Arabes publiés dans l'Europe chrétienne de 1810 à 1885, t. VIII, Syntipas, Liège, H. Vaillant-Carmanne, 1904.
  - Bibliographie des ouvrages arabes ou relatifs aux Arabes publiés dans l'Europe chrétienne de 1810 à 1885, t. IX, Pierre Alphonse-Secundus-Recueils orientaux-Tables de Hennins et de Mardrus-Contes occidentaux-Les Maqâmes, Liège, H. Vaillant-Carmanne, 1905 (lire en ligne).
  - Bibliographie des ouvrages arabes ou relatifs aux Arabes publiés dans l'Europe chrétienne de 1810 à 1885, t. X, Le Coran et la tradition, Liège, H. Vaillant-Carmanne, 1907 (lire en ligne).
  - Bibliographie des ouvrages arabes ou relatifs aux Arabes publiés dans l'Europe chrétienne de 1810 à 1885, t. XI, Mahomet, Liège, H. Vaillant-Carmanne, 1909 (lire en ligne).
  - Bibliographie des ouvrages arabes ou relatifs aux Arabes publiés dans l'Europe chrétienne de 1810 à 1885, t. XII, Le Mahometisme, Liège, H. Vaillant-Carmanne, 1913-1922 (lire en ligne).
- La Récension égyptienne des Mille et une nuits, Société belge de librairie, 1899 (lire en ligne).
- Pacolet et les Mille et une nuits, Liège, Wallonia, 1898 (OCLC 848106897, lire en ligne).
- Pierre Burggraff : sa vie et ses travaux, Liège, Ch. Aug. Desoer, 1884, 24 p., in-8º (OCLC 492016521, lire en ligne).
- Le Scopélisme, Bruxelles, F. Hayez, 1892, 57 p., in-8º (OCLC 10428399, lire en ligne).
- La Constitution du code théodosien sur les agri deserti et le droit arabe, 1900.
- Le Jet des pierres au pèlerinage de La Mecque, Anvers, Veuve de Backer, 1902 (lire en ligne).

## Distinctions
- Chevalier de l'ordre de Léopold